# Давид, Рудольф Эдуардович
Рудольф Эдуардович Давид (1887—1938 или 1939) — российский учёный — агроном, агрометеоролог, агроклиматолог. Академик ВАСХНИЛ (1935). Жертва политических репрессий тридцатых годов.

## Биография
В 1910 году окончил Московскую сельскохозяйственную академию (МСХА).
С 1911 г. работал на открывшейся в Саратове областной с/х опытной станции — сначала ассистентом отдела полеводства, а с весны 1915 г. после окончания годичных метеорологических курсов в Петербурге — заведующим отделом метеорологии.
С 1934 директор Института засухи и суховеев, созданного на базе Саратовского метеорологического бюро. С 1923 одновременно профессор, зав. кафедрой с.-х. метеорологии Саратовского СХИ, также с 1930 г. читал курс метеорологии в Саратовском государственном университете.
Доктор сельскохозяйственных наук с 1934 г., в июле 1935 г. избран действительным членом ВАСХНИЛ.
Организатор и руководитель метеосети в Нижнем Поволжье. Автор монографий по климату Юго-Востока России, имевших огромное научное и практическое значение. Первым научно обосновал необходимость проведения снегозадержания на полях для накопления почвенной влаги (Снегозадержание. — М.: Сельколхозгиз, 1932. — 103 с.). Опубликовал около 100 научных трудов, в том числе 14 книг и брошюр.
1 октября 1937 года арестован. 21 января 1938 года приговорен к ВМН и в тот же день расстрелян в Саратове. По другим данным, умер в 1939 году.

## Награды
Награждён орденом «Знак Почёта» (1936).

## Память
- Улица в Саратове[1].